# Арджу Жун
Арджу Жун (на китайски: 爾朱榮; на пинин: Ěrzhū Róng) е северноуейски военачалник.

## Биография
Той е роден през 493 година в семейство на хунски земевладелци. Издига се в армията, потушавайки масовите селски въстания в страната. След като през 328 година иператрицата майка Ху убива император Уей Сяомин и поставя на трона Уей Сяоджуан. Опасявайки се от голямото му влияние, на 1 ноември 530 година Сяоджуан го убива в двореца си. След смъртта на Арджу негови родственици си отмъщават на императора и го убиват.